# 극화공방
극화공방(일본어: 劇画工房 게키가코보[*])은 1959년(쇼와 34년) 결성된 일본의 만화 동인이다. 실질적 활동시기는 1년 정도에 불과했으나, 이후 일본 만화계의 표현방법론과 제작환경에 지대한 영향을 미쳤다.

## 내력
“극화”라는 명칭은 1957년 나고야의 대본출판사 ‘센트럴문고’에서 출간한 앤솔로지 『거리』 12호에 실린 타츠미 요시히로의 「유령택시」에서 처음 사용되었다. 이후 타츠미는 새로운 만화 장르로서 “극화”라는 명칭을 적극적으로 사용하기 시작했다.
그 무렵, 타츠미 등 오사카 출신 만화가들은 친정이라 할 수 있는 히노마루문고의 원고료가 밀리거나 히노마루 측에서 만화가들이 다른 출판사와 계약하지 못하도록 훼방하는 문제 등으로 고민하고 있었다. 그래서 출판사와의 교섭을 위해 단결하자는 취지로 만화제작집단 ‘관서만화가동인’이 결성되었다. 멤버는 이시카와 후미야스・케이 모토미츠・사쿠라이 쇼이치・야마모리 스스무・사토 마사아키・이와이 시게오・스즈키 타케치.
1959년 1월 5일, 타츠미 요시히로와 ‘관서만화가동인’ 소속 중 연락이 되지 않은 이와이, 스즈키를 제외한 5인이 오사카의 타츠미 본가에서 회동하였다. 이 때 야마모리가 “자신들도 ‘극화’라는 명칭을 사용하게 해 달라”고 요망하여 타츠미가 개인적으로 고안한 표현인 “극화”를 히노마루문고 출신 만화가들이 공유하게 되었다.
같은 달, 토게츠쇼보와의 교섭을 단일화하기 위해, 타츠미가 중심이 되어 ‘관서만화가동인’의 이시카와・케이・사쿠라이・야마모리・사토, 그리고 사이토 타카오까지 7명이 모여 극화제작집단 ‘극화공방’을 결성하게 되었다. 사이토 타카오는 본래 ‘설화(説画)’라는 명칭을 고집했으나 타츠미에게 설득되어 참가하게 되었다. 마츠모토 마사히코는 극화공방 결성 자리에 참석했지만 ‘컷화(駒画)’라는 자신의 표현에 집착해서 참가를 꺼리다가 4월에 가입했다. 이로써 8인체제가 되었는데 이것이 오리지널 멤버로 취급받는다.
극화공방의 거점은 도쿄에서는 고쿠분지에, 오사카에서는 사토의 아파트에 마련하게 되었고 멤버들은 양 거점을 왕래하면서 협의나 만화 집필에 착수하였다. 타츠미 요시히로가 총무로서 편집 및 출판사와의 교섭을 담당했고, 고료가 들어오면 1할은 유보금으로 적립한 뒤 나머지 9할을 페이지수에 비례하여 분배하는 식으로 동인을 운영했다.
극화공방은 토게츠쇼보를 통해 극화 앤솔로지 『마천루』를 간행했다. 당시 대본소 만화가들 중 톱클래스가 집결했기에 이 앤솔로지는 크게 히트하였다. 토게츠쇼보는 시대극 앤솔로지인 『무쌍』도 간행하게 되고, 다른 대본출판사들에서도 의뢰가 쇄도해서 ‘극화공방’ 명의로 다수의 극화 단편집이 출판되었다.
그러던 중 1959년 8월, 도쿄의 타츠미 요시히로 자택으로 소집된 극화공방은 타츠미 요시히로・사이토 타카오・마츠모토 마사히코 3인의 탈퇴 표명을 듣게 된다. 탈퇴 원인에는 제설이 있지만, 사쿠라이 쇼이치는 “출판사와의 교섭을 제1선에서 담당하던 3인이 다른 멤버들보다 현상황에 대한 위기의식이 강했고, 그룹 활동의 제약으로부터 벗어나고 싶었을 것”이라고 추측했다. 사토 마사아키는 “인기 만화가인 3명과 나머지 멤버의 인기 격차에 의한 개런티 배분의 불만”, “몇 번을 불러도 상경하지 않는 야마모리 스스무와 케이 모토미츠에 대한 불만”이 있었다고 언급하고 있다. 이어 10월에는 사토도 탈퇴하고, 야마모리와 케이의 소식도 두절된다. 1960년 1월, 마지막까지 남은 사쿠라이와 이시카와가 적립금을 정산하며 극화제작집단 극화공방은 종언을 맞았다.
극화공방 이후 사이토 타카오가 ‘신(新) 극화공방’의 설립을 제창하고 사이토 타카오・사토 마사아키・카와사키 노보루・난바 켄지・아리카와 에이이치를 섭외, 사이토의 형 사이토 타카시를 매니저로 삼는 진용을 꾸렸다. 그러나 사토가 사이토의 집필태도에 이의를 제기하여 결렬되고 계획은 무산되었다.
이후 대본업계 자체가 쇠퇴하면서 대본극화지도 자취를 감추었지만, 극화공방의 영향을 받은 2세대 극화가들이 속속 데뷔하였다. 이후 ‘극화’는 주간 만화 액션, 영 코믹, 빅 코믹, 플레이 코믹 등 극화잡지로 무대를 바꾸어 일대 무브먼트를 일으키게 된다.

## 극화 선언
극화공방은 『마천루』가 창간되기 직전, 아직 합류하지 않은 마츠모토를 제외한 7인이 연명하여 다음과 같은 내용의 엽서를 150매 찍어내 신문사, 출판사, 만화가에게 송부하였다. 흔히 「극화 선언」(劇画宣言)이라 불리는 이 글의 문안은 타츠미 요시히로가 작성하였다.

　　　　　　　　　　극화공방 안내
항상 세상은 변해가고 있습니다. 토바 스님으로부터 발단한 만화계도 일취월장, 쇼와에 이르면 어른 만화와 어린이 만화로 장르가 양분, 어른 만화 중에서는 정치만화, 풍속만화, 가정만화, 스토리만화가 마치 수목처럼 각기 방향을 달리하게 되었습니다.
어린이 만화의 세계에서도 마찬가지, 그 독자 대상에 따라 분야가 넓어진 전후(戦後), 테즈카 오사무씨를 큰 줄기로 하여 스토리만화가 급속히 발달, 어린이 만화의 지위가 향상하고 진보의 길을 걸었습니다.
최근 들어 영화, 테레비, 라디오의 초음속적 진보발전의 영향을 받아 스토리만화의 세계에도 새로운 숨결이 불어오고, 새로운 나무가 싹을 틔웠습니다.
그것이 “극화(劇画)”입니다.
극화와 만화의 차이는 기법 면에서도 있겠지만, 대상 독자에 큰 차이가 있다고 생각할 수 있습니다. 어린이에서 어른이 되는 과도기의 오락 읽을거리가 요구되면서도 나오지 않은 것은, 그 발표기관(機関)이 없었던 것에 원인이 있을 것입니다. 극화의 대상 독자는 바로 여기에 있습니다. 극화의 발전에 일조하는 것은 대본점에 있다고 해도 좋다고 생각합니다.
미개척지 “극화”
극화의 전도는 양양합니다. 그만큼 다고다난할 수도 있습니다. 여기서 바라는 것은 극화 라이터들의 일치협력입니다.
이러한 취지에서 이번에 TS공방, 관서만화가동인, 극화공방이 합병, 동지 극화 라이터들이 협력하여 새로운 시스템에 의한 극화공방이 되는 기관이 발족하였습니다.
극화공방의 자세를 이해해 주시고 제형(諸兄)들의 성원을 부탁드립니다.
　　극화공방　사이토 타카오　사토 마사아키　이시카와 후미야스　사쿠라이 쇼이치

 　　　　　　　　　　　　　타츠미 요시히로　야마모리 스스무　케이 모토미츠

이 선언문의 선전효과는 매우 지대해서, 업계에 ‘극화’라는 표현을 널리 알리고 또 정착시켰다. 당시 톱 만화가였던 테즈카 오사무에게도 전달되어, 훗날 테즈카 자서전에서도 언급되었다.